# آلبین گرانلوند
آلبین گرانلوند (فنلاندی: Albin Granlund؛ زادهٔ ۱ سپتامبر ۱۹۸۹) بازیکن فوتبال اهل فنلاند است.
وی همچنین در تیم ملی فوتبال فنلاند بازی کرده‌است.